# Andria
Andria ist eine italienische Stadt in der Provinz Barletta-Andria-Trani, Region Apulien. Sie hat 96.941 Einwohner (Stand 31. Dezember 2023) und eine Fläche von 407 km².

## Geografie
Die Nachbargemeinden sind Barletta, Canosa di Puglia, Corato, Minervino Murge, Ruvo di Puglia, Spinazzola und Trani.

## Geschichte
Andria wurde um 1046 gegründet. Im Jahr 1228 starb hier Isabella II., die zweite Ehefrau Friedrichs II., nachdem sie ihm den Sohn Konrad, den späteren Konrad IV., geboren hatte. Andria war einst Lieblingssitz des Kaisers Friedrich II., der im 13. Jahrhundert das imposante Castel del Monte mit acht Türmen erbauen ließ. In Andria sollen zwei seiner vier Ehefrauen begraben sein.

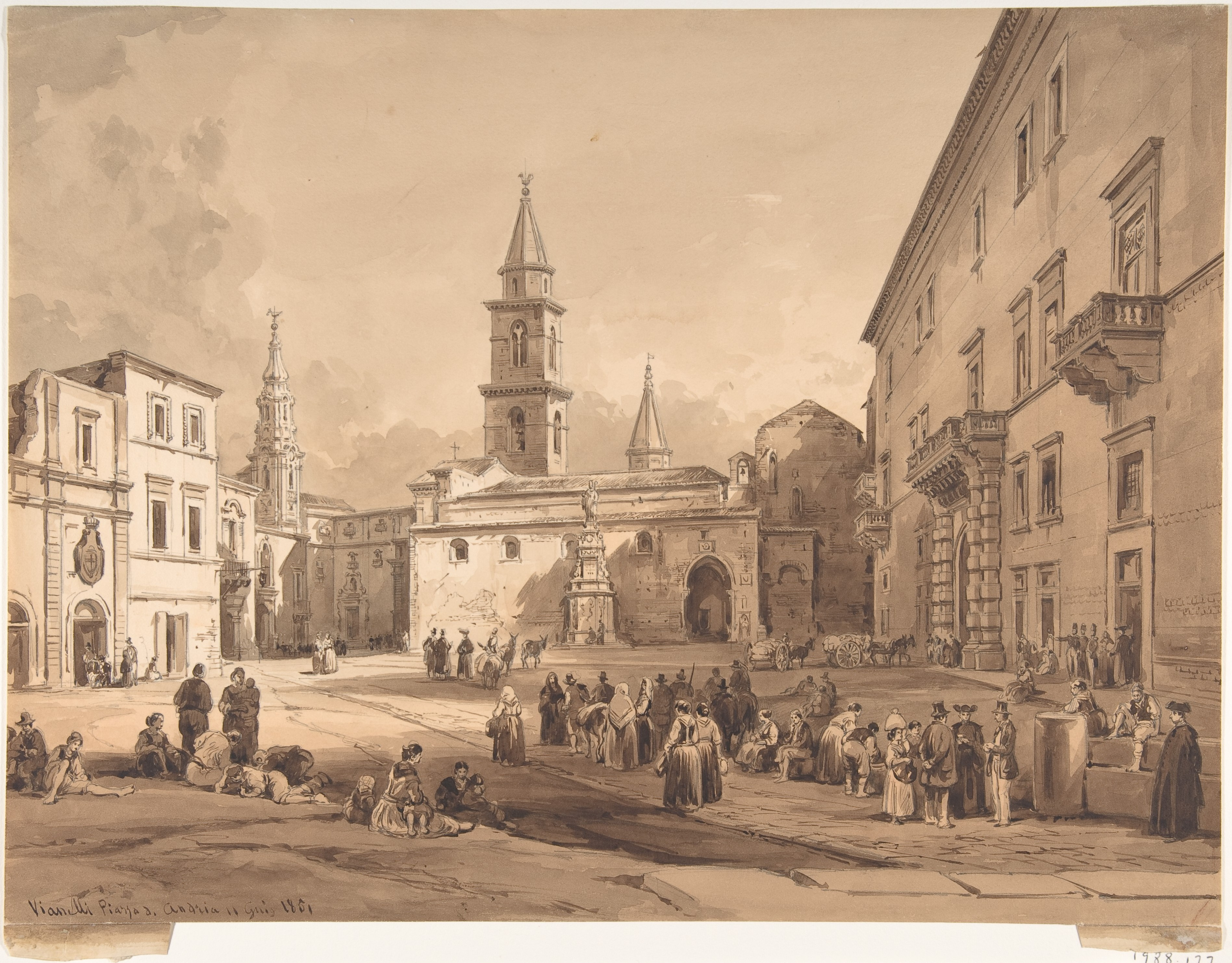
Andria um 1851

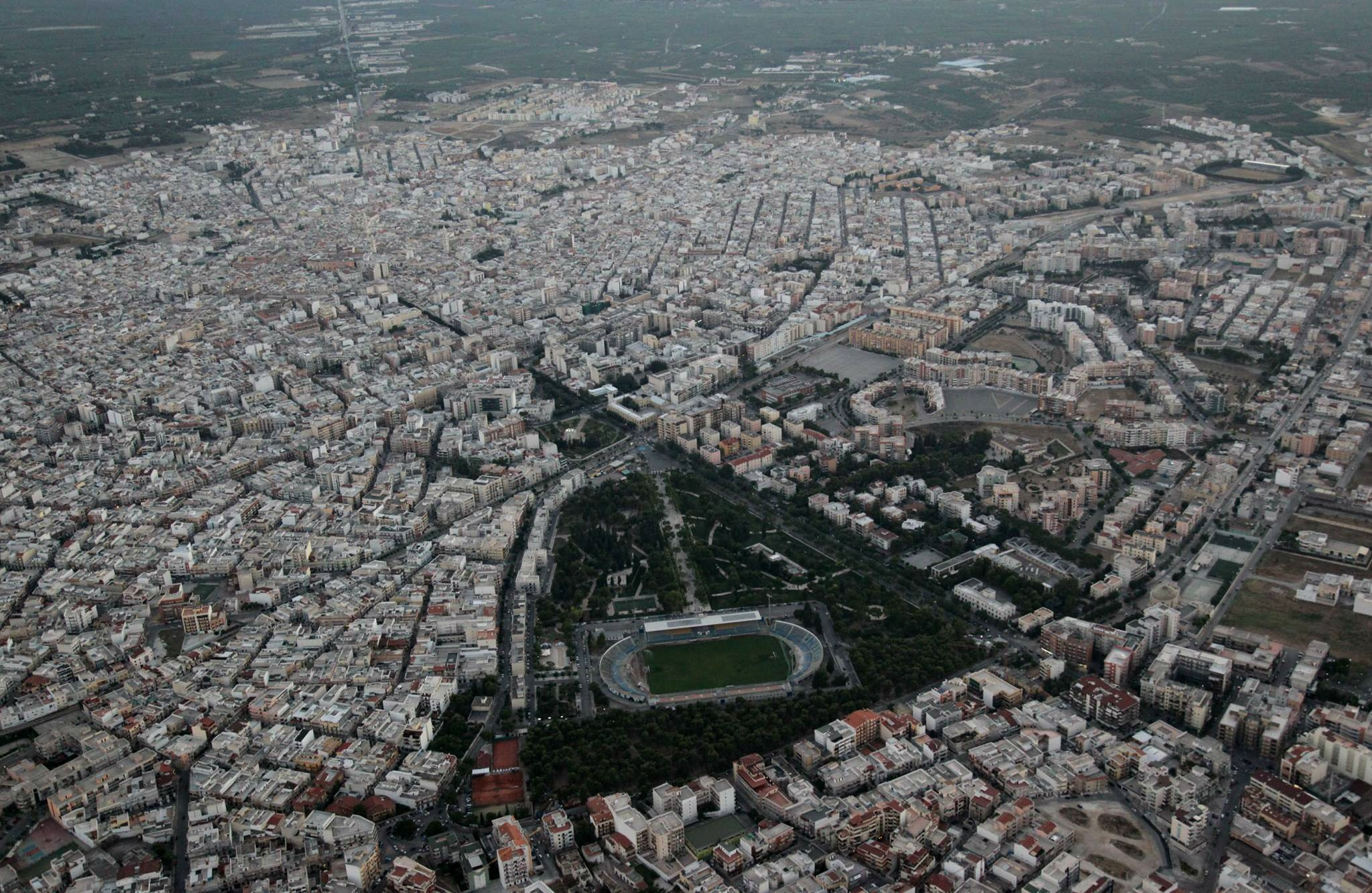
Luftbild von Andria

Bis 1799 regierten die Carafa die Stadt, als sie von französischen Truppen nach einer langen Belagerung erobert wurde. Nach der Restauration der Bourbonen wurde Andria ein Zentrum der italienischen Risorgimento-Bewegung.
Seit 2008 ist Andria eine der drei Hauptstädte der neu gegründeten Provinz Barletta-Andria-Trani.

## Sehenswürdigkeiten
- Castel del Monte bei Andria
- Die Kathedrale Santa Maria Assunta wurde im 12. Jahrhundert von den Normannen auf der Grundlage eines Vorgängerbaus aus dem 7./8. Jahrhundert erbaut, der heute die Krypta bildet.
- Der ursprünglich normannische Herzogspalast, eine befestigte Residenz, wurde im 16. Jahrhundert erneuert.
- Kirche San Domenico, eine Kirche aus dem 14. Jahrhundert, die in den folgenden Jahrhunderten mehrmals umgebaut und ergänzt wurde. Sie enthält eine Büste von Francesco II. del Balzo, die Francesco Laurana zugeschrieben wird, sowie eine holzgeschnitzte Madonna mit Kind aus dem 16. Jahrhundert.
- Santa Maria di Porta Santa, eine Kirche aus dem 13. Jahrhundert.
- Sanktuarium Santa Maria dei Miracoli, eine Kirche aus dem 16. Jahrhundert, etwa 2 km entfernt von Andria.

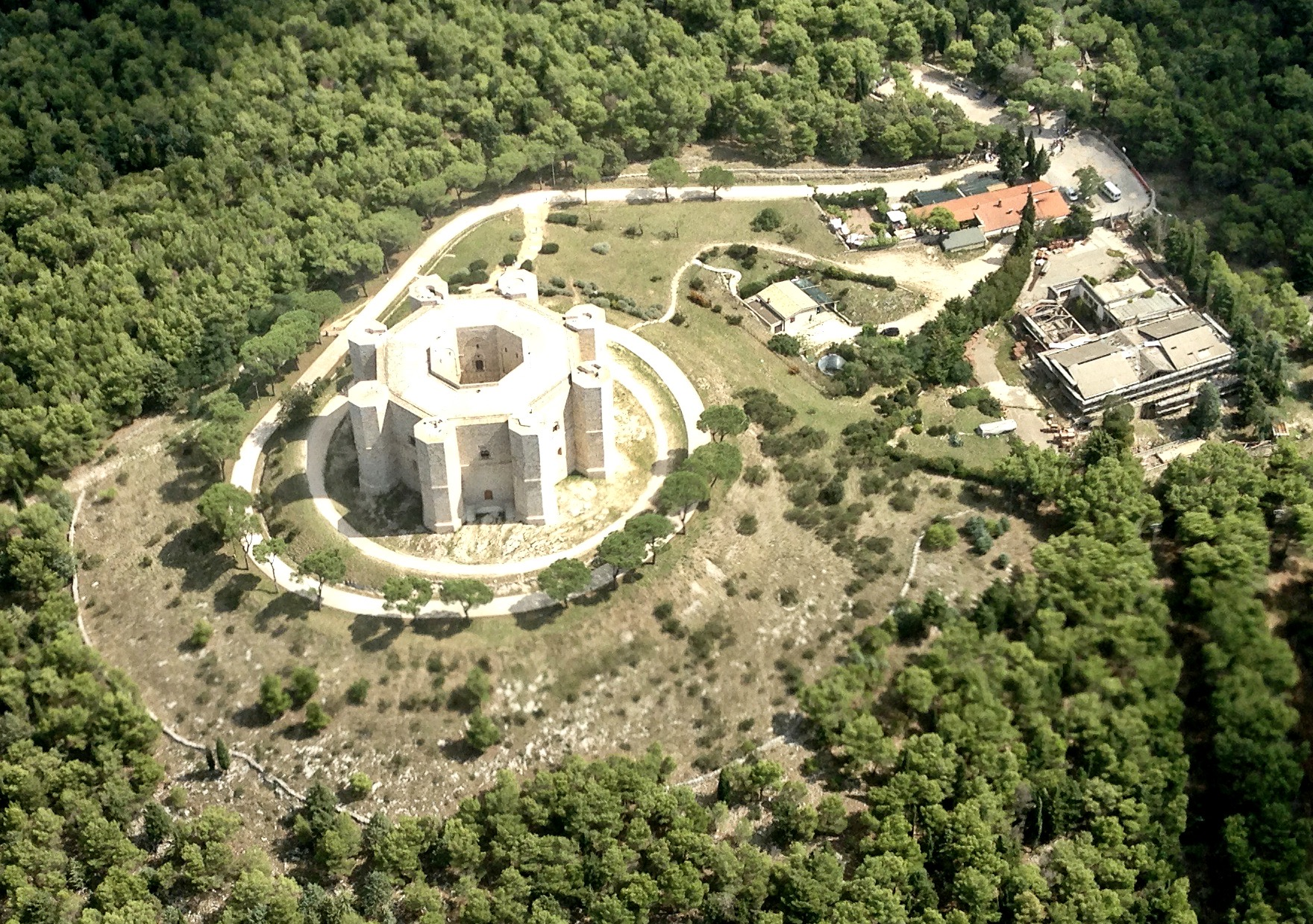
Castel del Monte
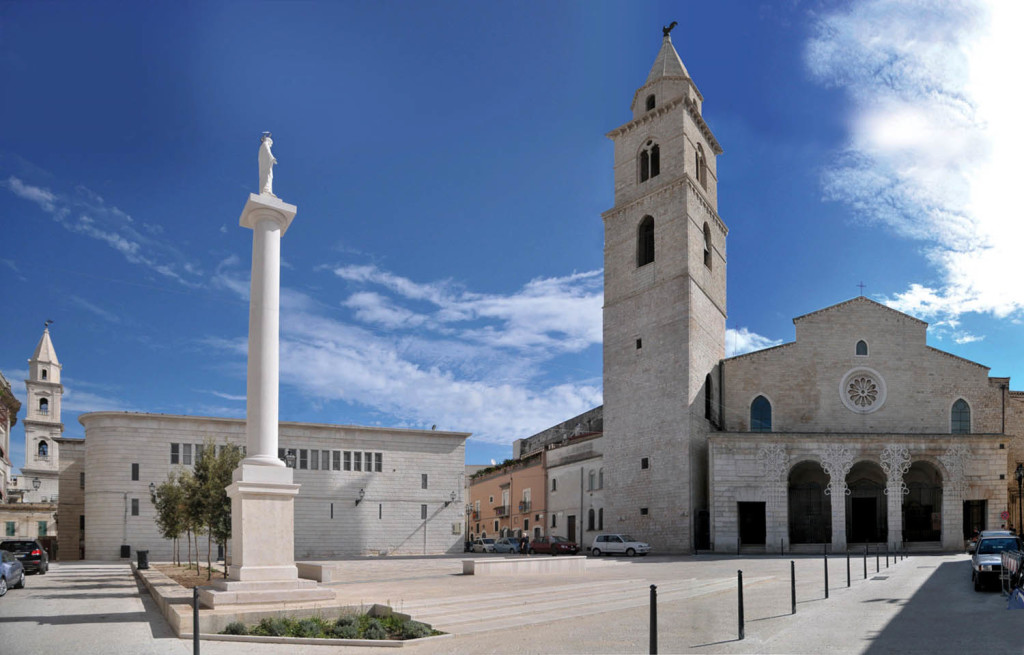
Kathedrale Santa Maria Assunta
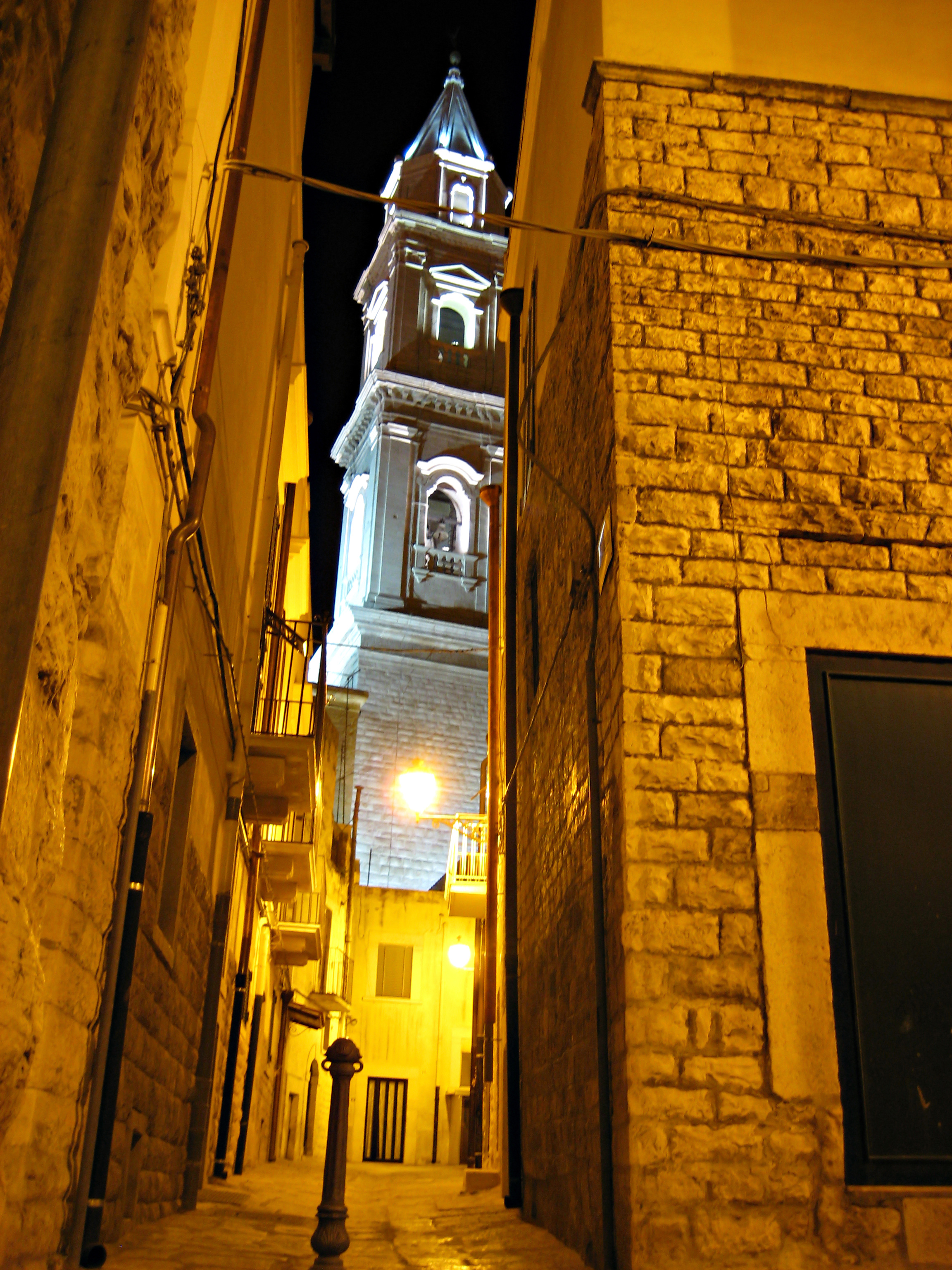
Chiesa di San Francesco
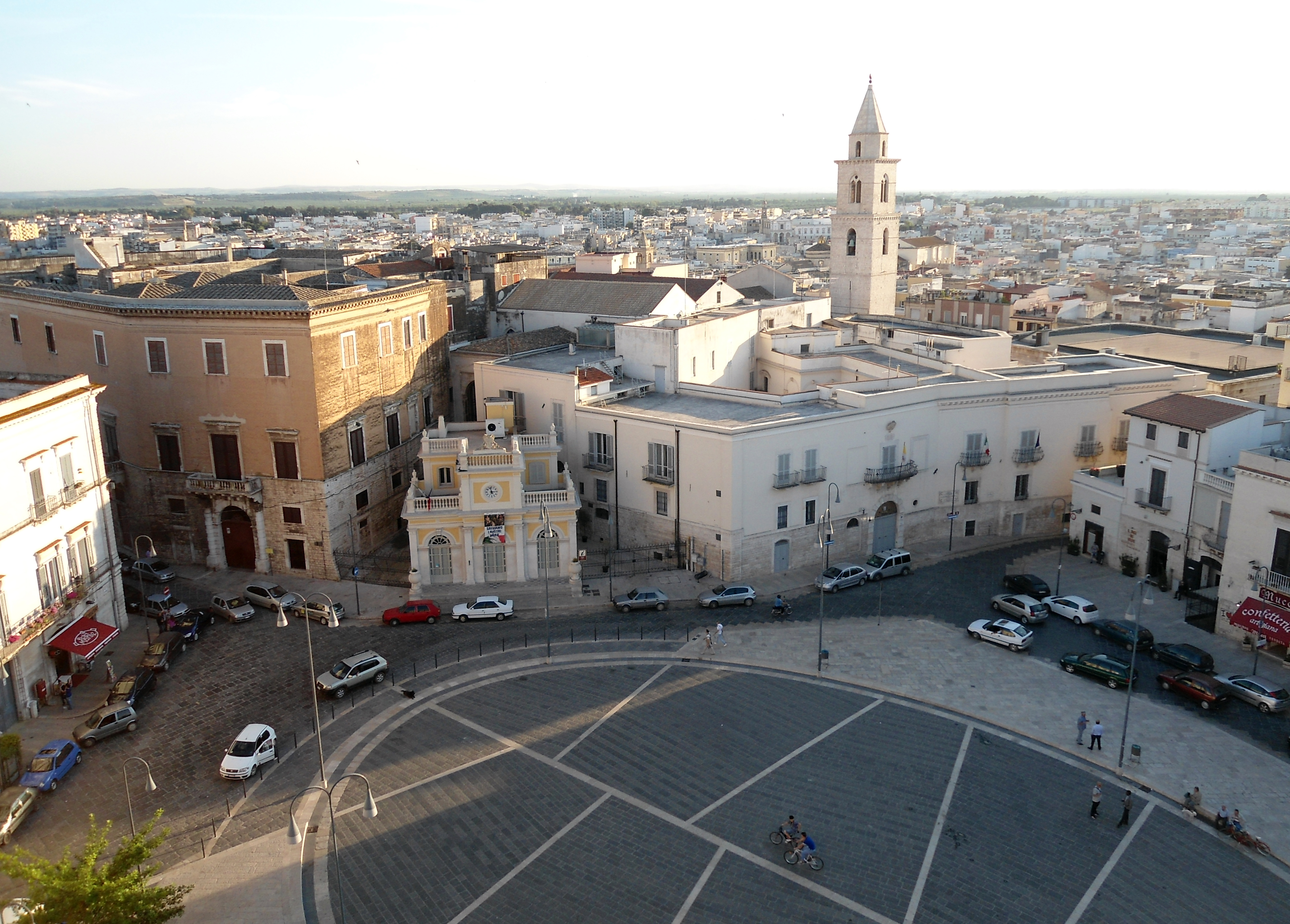
Piazza Catuma
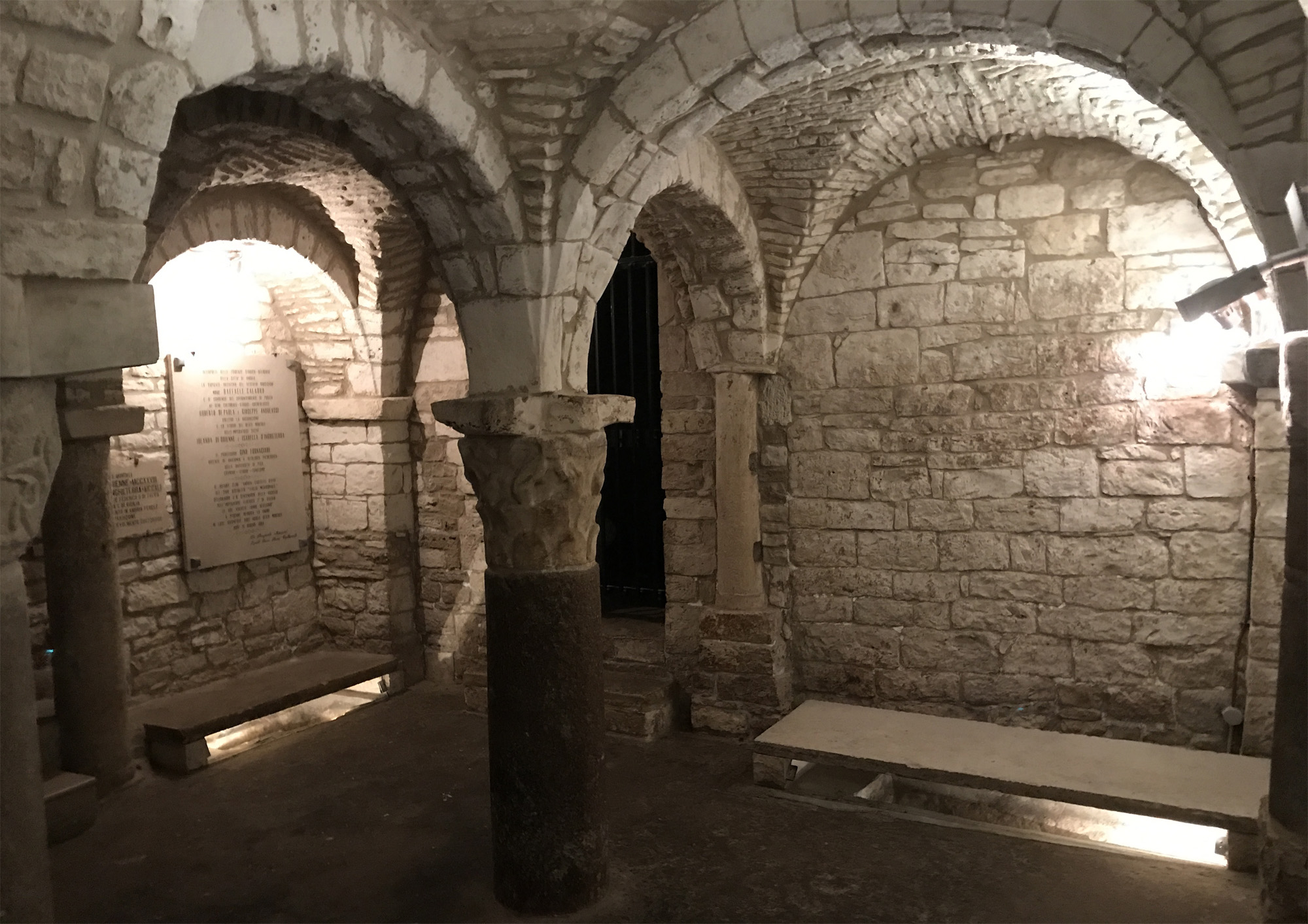
Mutmaßliche Gräber von Isabella II. und Isabella von England in der Krypta des Doms von Andria
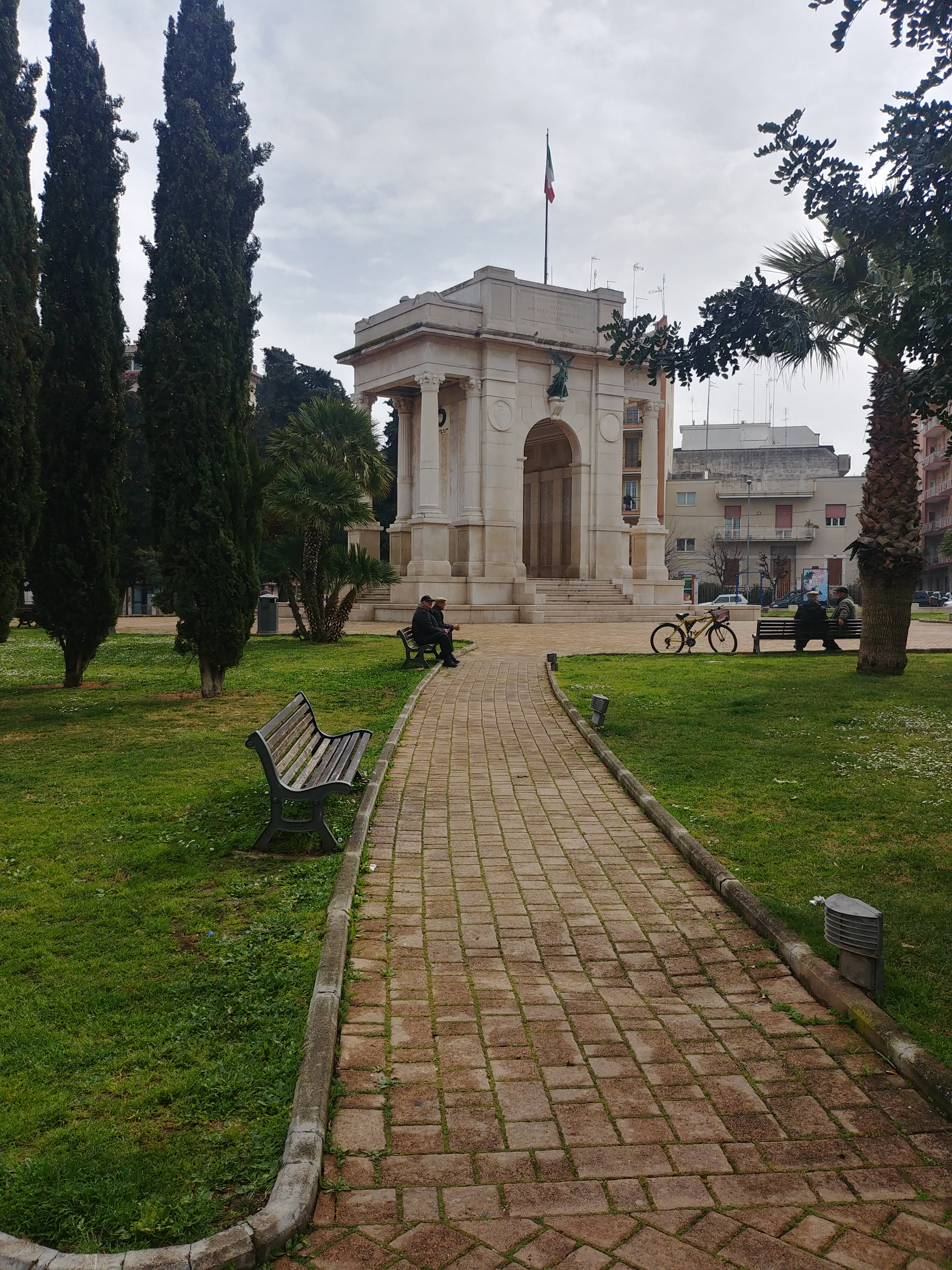
Monumento ai caduti

## Verkehr
Die Bahnstrecke Bari–Barletta hat eine Station in Andria.

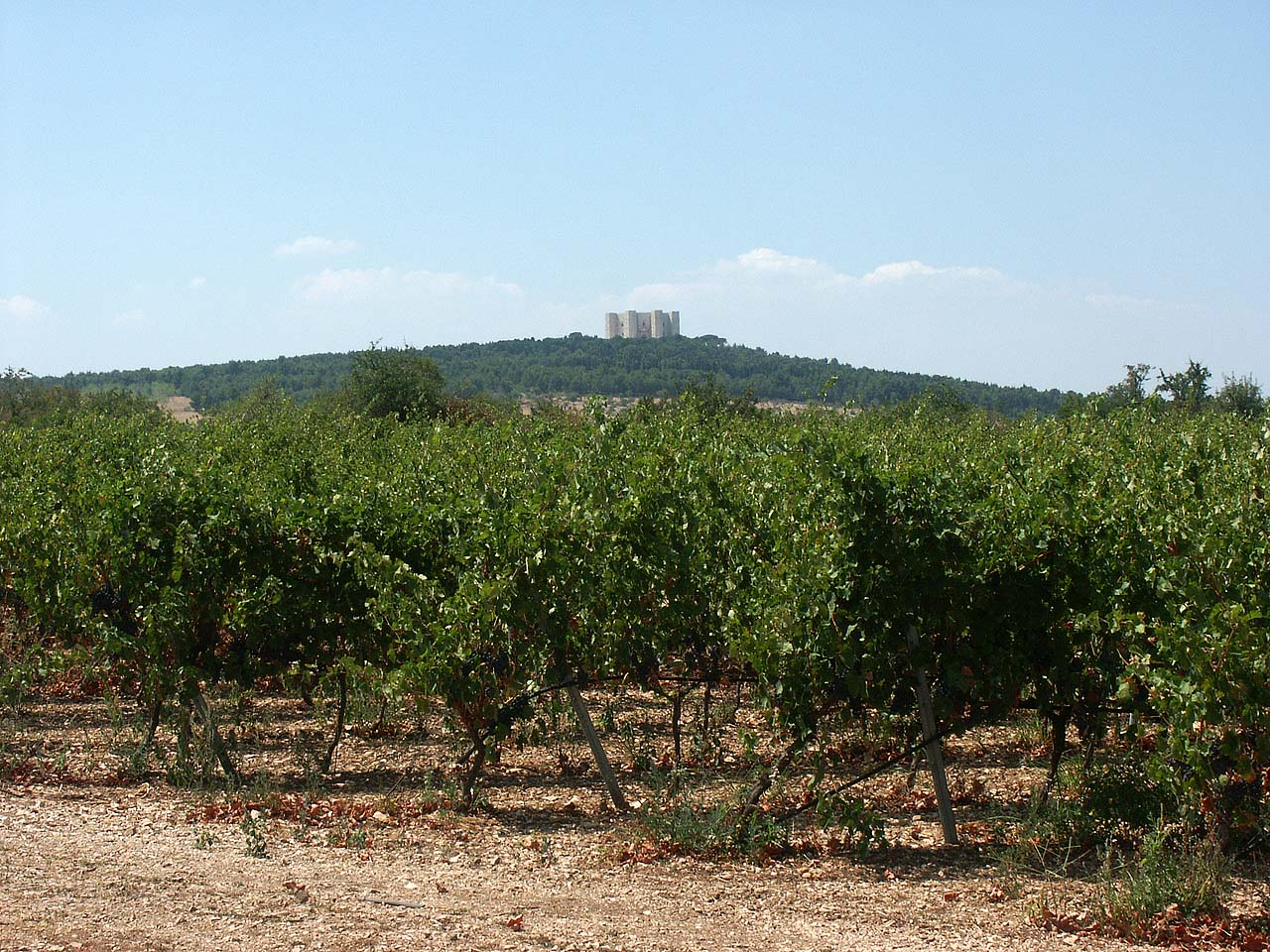
Weinbau bei Andria
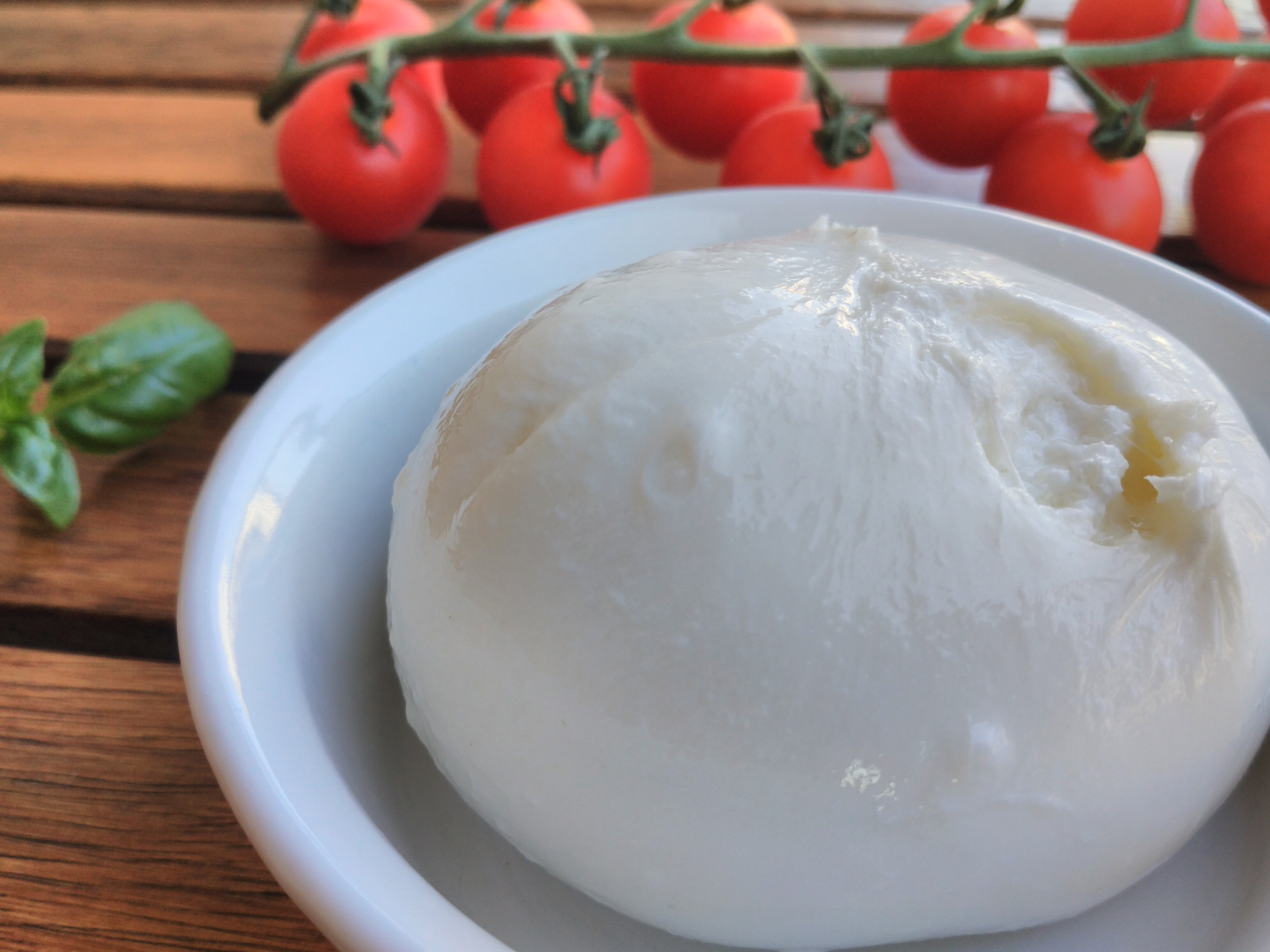
Burrata di Andria

## Spezialitäten
Die Hauptwirtschaftszweige der Stadt sind die Winzerei, der Oliven- und der Mandelanbau. In Andria befinden sich Teile der Weinberge zur Herstellung der DOC-Weine von Castel del Monte, Barletta und Trani.
Andria ist der Herkunftsort der Burrata, einem dem Mozzarella ähnlichen Frischkäse.

## Städtepartnerschaften
- Monte Sant’Angelo, Italien, seit 2013
- Alberobello, Italien, seit 2013

## Persönlichkeiten
- Francesco II. del Balzo (1410–1482), Herzog von Andria
- Vincenzo Carafa (1585–1649), Jesuit und Autor
- Carlo Broschi, genannt Farinelli (1705–1782), Kastratensänger
- Alfonso Leonetti (1895–1984), Politiker
- Giorgio Pàstina (1905–1956), Filmregisseur, Drehbuchautor
- Corrado Kardinal Ursi (1908–2003), Erzbischof von Neapel
- Lino Banfi (* 1936), Schauspieler
- Giovanni Massaro (* 1967), römisch-katholischer Geistlicher, Bischof von Avezzano
- Giuseppe Muraglia (* 1979), Radsportler
- Riccardo Scamarcio (* 1979), Schauspieler
- Francesco Fortunato (* 1994), Geher
- Pasquale Selvarolo (* 1999), Langstreckenläufer